# Communauté de communes de Vézère Monédières
La communauté de communes de Vézère Monédières est une ancienne communauté de communes française, située dans le département de la Corrèze et la région Nouvelle-Aquitaine.
En 2017, l'ensemble des communes rejoignent la nouvelle Communauté de communes Vézère-Monédières-Millesources hormis Le Lonzac qui intègre Tulle Agglo.

## Composition
Elle regroupe les 12 communes du canton de Treignac :
| Nom                       | Code Insee | Gentilé         | Superficie (km2) | Population (dernière pop. légale) | Densité (hab./km2) |
| ------------------------- | ---------- | --------------- | ---------------- | --------------------------------- | ------------------ |
| Treignac (siège)          | 19269      | Treignacois     | 36,73            | 1 362 (2014)                      | 37                 |
| Affieux                   | 19001      | Affieucois      | 30,19            | 373 (2014)                        | 12                 |
| Chamberet                 | 19036      | Chambertois     | 69,85            | 1 356 (2014)                      | 19                 |
| L'Église-aux-Bois         | 19074      |                 | 16,20            | 58 (2014)                         | 3,6                |
| Lacelle                   | 19095      | Lacellois       | 20,58            | 127 (2014)                        | 6,2                |
| Le Lonzac                 | 19118      | Lonzacois       | 35,97            | 793 (2014)                        | 22                 |
| Madranges                 | 19122      | Madrangeois     | 12,88            | 198 (2014)                        | 15                 |
| Peyrissac                 | 19165      | Peyrissacois    | 5,89             | 135 (2014)                        | 23                 |
| Rilhac-Treignac           | 19172      |                 | 9,42             | 112 (2014)                        | 12                 |
| Saint-Hilaire-les-Courbes | 19209      | Saint-Hilairois | 36,36            | 150 (2014)                        | 4,1                |
| Soudaine-Lavinadière      | 19262      | Vinadièrois     | 21,86            | 171 (2014)                        | 7,8                |
| Veix                      | 19281      | Veiens          | 22,14            | 67 (2014)                         | 3                  |

## Démographie
| 1968  | 1975  | 1982  | 1990  | 1999  | 2009  | 2012  |
| ----- | ----- | ----- | ----- | ----- | ----- | ----- |
| 6 688 | 6 122 | 5 722 | 5 253 | 4 901 | 4 900 | 4 908 |

## Liste des présidents successifs
| Période                                  | Période  | Identité        | Étiquette | Qualité                     |
| ---------------------------------------- | -------- | --------------- | --------- | --------------------------- |
| Les données manquantes sont à compléter. |          |                 |           |                             |
|                                          |          |                 |           |                             |
|                                          | 2014     | Frédéric Vergne |           | Maire de Veix               |
| 2014                                     | En cours | Henri Jammot    | DVG       | Maire du Lonzac depuis 2008 |

## Historique
Créé le 20 décembre 2002